# 시티 풋볼 그룹
시티 풋볼 그룹(영어: City Football Group)은 맨체스터 시티 FC를 필두로 아래 링크된 전 세계 축구 클럽들을 운영하기 위해 만든 지주회사이다.

## 역사
2014년 설립되었다.

## 맨체스터 시티 FC
2008년 9월 1일 만수르 빈 자이드 알나하얀 소유의 아부다비 유나이티드 그룹이 맨체스터 시티를 매입하였으며, 술라이만 알 파힘이 구단주가 되면서 유럽 제패를 목표로 천명하였다.

## 뉴욕 시티 FC
2013년 5월 21일 시티 풋볼 그룹(80%)과 양키 글로벌 엔터프라이즈(20%)의 공동 투자로 창단되었다.

## 멜버른 시티 FC
2014년 1월 23일 시티 풋볼 그룹에 인수되었다.

## 요코하마 F. 마리노스 FC
2014년 5월 20일 시티 풋볼 그룹의 지분 투자가 발표되었다.